# Nick Hendrix
Nick Hendrix (Ascot, 19 maart 1985) is een Engelse acteur. Hij is bekend van zijn rollen in Midsomer Murders .

## Biografie
Hendrix is geboren op 19 maart 1985 in Ascot. Hij groeide op in Eton.
Hendrix behaalde een BA in drama aan de Universiteit van Exeter.
Hij studeerde af aan de Royal Academy of Dramatic Art (RADA) met een BA in acteren in 2010.

## Filmografie

### Film
| Jaar | Titel                                   | Rol                 | Opmerkingen |
| ---- | --------------------------------------- | ------------------- | ----------- |
| 2011 | Captain America: The First Avenger      | Army Heckler        |             |
| 2012 | Red Tails                               | Co-Pilot Al         |             |
| 2015 | National Theatre Live: Man and Superman | Hector Malone       |             |
| 2015 | Legend                                  | Hew McCowan         |             |
| 2015 | Suffragette                             | Government Minister |             |
| 2020 | The Christmas Ball                      | Liam                |             |

### Televisie
| Jaar  | Titel                   | Rol                   | Opmerkingen                          |
| ----- | ----------------------- | --------------------- | ------------------------------------ |
| 2011  | Silk                    | Peter (Outdoor Clerk) | Aflevering: 1.1                      |
| 2011  | Black Mirror            | Andrew                | Aflevering: "The National Anthem"    |
| 2012  | Inspector George Gently | Anthony Baugh         | Aflevering: "Gently with Class"      |
| 2013  | Call the Midwife        | Bob Lacey             | Aflevering: 2.7                      |
| 2013  | Lightfields             | Glenn                 | Afleverings: 1.3, 1.4                |
| 2013  | The White Queen         | Edmund Beaufort       | Aflevering: "War at First Hand"      |
| 2013  | Medics                  | Simon Denham          | Tv-film / pilot                      |
| 2015  | Foyle's War             | Robert Lucas          | Aflevering: "Trespass"               |
| 2016  | Marcella                | Adrian Cooper         | Afleverings: 1.2–1.4                 |
| 2016  | The Crown               | Billy Wallace         | Afleverings: "Gloriana", "Gelignite" |
| 2016– | Midsomer Murders        | DS Jamie Winter       | Series: 19–                          |

### Theater
| Jaar | Titel                         | Rol                     | Theatre                                  | Opmerkingen                |
| ---- | ----------------------------- | ----------------------- | ---------------------------------------- | -------------------------- |
| 2011 | Eden End                      | Wilfred Kirby           | English Touring Theater (various venues) | Professional theatre debut |
| 2011 | Journey's End                 | Stanhope                |                                          | No. 1 Tour                 |
| 2012 | What The Butler Saw           | Nicholas Beckett        | Vaudeville Theatre                       | West End theatre debut     |
| 2013 | The Winslow Boy               | Dickie Winslow          | The Old Vic                              |                            |
| 2013 | The Light Princess            | Prince Digby of Sealand | Royal National Theatre                   | Male lead                  |
| 2014 | Tiger Country                 | Mark                    | Hampstead Theatre                        |                            |
| 2015 | Man and Superman              | Hector                  | Royal National Theatre                   |                            |
| 2018 | The Strange Death of John Doe |                         | Hampstead Theatre                        | 25 May–30 June 2018        |

- Gemeinsame Normdatei: 1163544159
- International Standard Name Identifier: 0000 0004 6363 2670
- Library of Congress Control Number: n2017016255
- Virtual International Authority File: 6224149068459465730009
- WorldCat: E39PBJtrXbDPKq8cGvHQWJXjmd